# Psychotria pueboensis
Psychotria pueboensis är en måreväxtart som beskrevs av Markus Ruhsam. Psychotria pueboensis ingår i släktet Psychotria och familjen måreväxter. Inga underarter finns listade i Catalogue of Life.